# Cleopatra Stratan

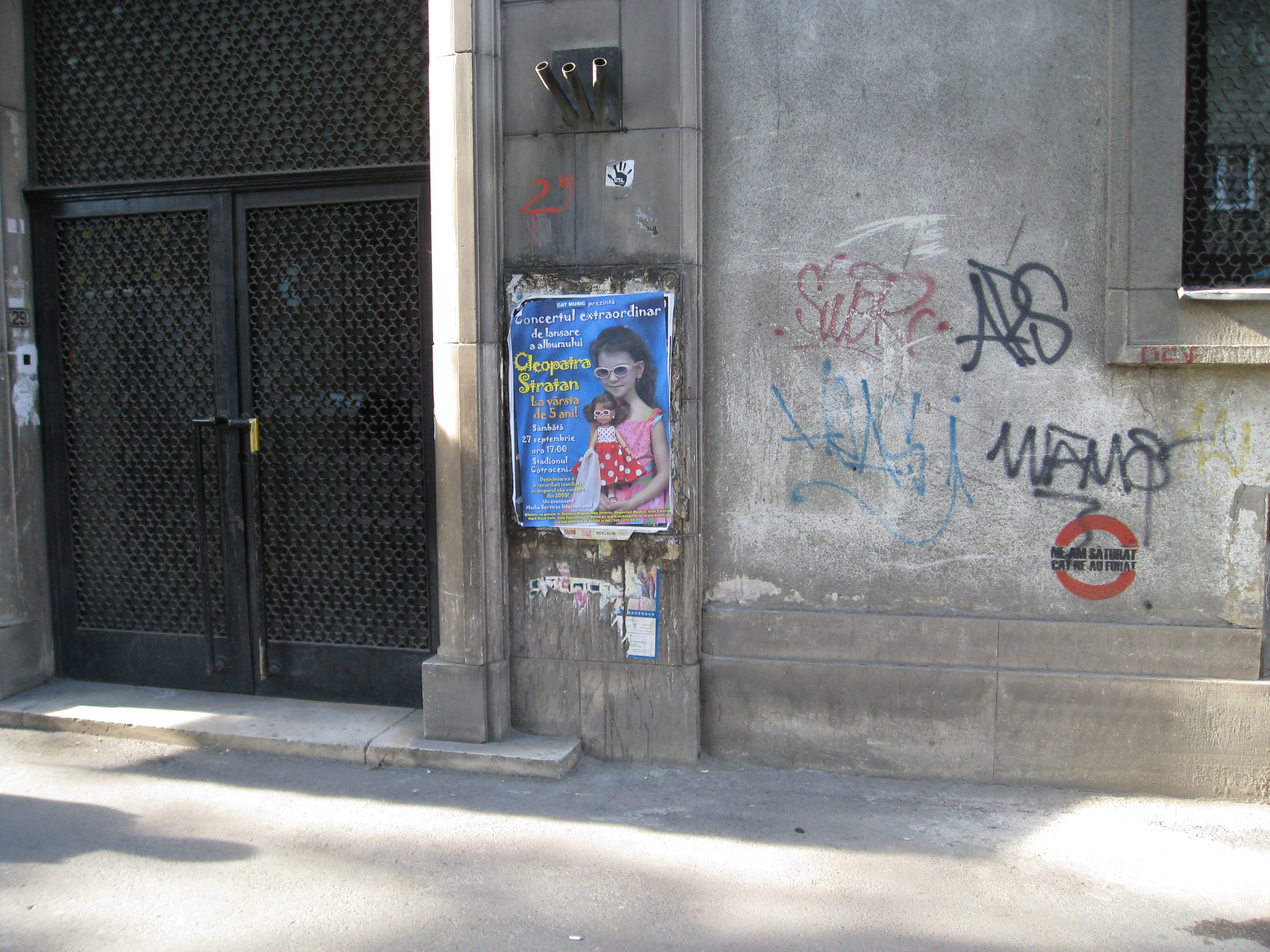
Koncertní plakát Cleopatry Stratan v Bukurešť, září 2008

Cleopatra Stratan (* 6. října 2002, Kišiněv) je zpěvačka, dcera moldavsko-rumunského zpěváka Pavla Stratana. Cleopatra je nejmladší dítě, kterému se kdy podařilo uspět jako zpěvák, a to s albem La vârsta de trei ani v roce 2006.
Jedná se o držitelku čtyř rekordů:
- nejmladší umělkyně, která vystupovala dvě hodiny živě před velkým publikem[zdroj?]
- nejlépe placená mladá umělkyně[zdroj?]
- nejmladší umělkyně, která získala cenu MTV[zdroj?]
- nejmladší umělkyně, jejíž dílo bylo na prvním místě v hitparádě určité země (konkrétně Ghiță v Rumunsku)[zdroj?]

## Alba
La vârsta de 3 ani (2006, popové album, celková délka: 58:16)
1. Ghiță 3:17
2. Cuțu 3:03
3. Te-am întâlnit 2:38
4. Șansa 2:22
5. Noapte bună! 3:54
6. Surprize 3:23
7. Număr pân' la unu 2:45
8. Mama 3:58
9. De ce? 4:15
10. Zuzu-zuzu 2:08
11. Oare cât? 2:01
12. Pasărea pistruie 3:44

La vârsta de 5 ani (2008, popové album, celková délka: 32:25)
1. Zunea-Zunea 2:59
2. Elefantul și furnica 3:04
3. Lupul, iezii și vizorul 4:17
4. Vino, te aștept 3:00
5. Cățeluș cu părul creț 3:28
6. Dăruiește 3:45
7. Gâște-gâște 2:43
8. Melc-melc 2:42
9. Refrenul dulcilor povești 3:00
10. Va veni o zi-ntr-o zi 3:27